# Atacta crescentis
Atacta crescentis là một loài ruồi trong họ Tachinidae.